# Venø Sogn
Venø Sogn er et sogn i Struer Provsti (Viborg Stift).
Venø Sogn var indtil 1750 anneks til Hjerm Sogn og Gimsing Sogn, men i 1800-tallet et selvstændigt pastorat. Det hørte til Skodborg Herred i Ringkøbing Amt. Venø sognekommune blev ved kommunalreformen i 1970 indlemmet i Struer Kommune.
I Venø Sogn ligger Venø Kirke.
I sognet findes følgende autoriserede stednavne:
- Bradser Odde (areal)
- Forstov Bakke (areal)
- Hylbjerg Høj (areal)
- Lilleodde (areal)
- Møgelsig (bebyggelse)
- Nørby (bebyggelse)
- Nørskov (bebyggelse)
- Nørskov Vig (vandareal)
- Risbjerg (areal)
- Rønknæ (areal)
- Stodbjerg (areal)
- Torsodde (areal)
- Vejsbjerg Gårde (bebyggelse)
- Venø (areal)
- Venø Bugt (vandareal)
- Venø By (bebyggelse, ejerlav)
- Venø Kirkeby (bebyggelse)
- Venø Odde (areal)
- Østerøre (areal)